# Every Weekend
Every Weekend è il terzo album in studio del gruppo musicale 
britannico Hadouken!, pubblicato nel 2013.

## Tracce
1. The Vortex – 4:00
2. Levitate – 4:45
3. Bliss Out – 3:23
4. As One – 4:32
5. Parasite – 4:33
6. Bad Signal – 3:56
7. Stop Time – 4:08
8. Spill Your Guts – 4:04
9. The Comedown – 4:26
10. Daylight (Drumsound & Bassline Smith featuring Hadouken!) – 2:59